# ساغر (افغانستان)
ساغر (به لاتین: Saghar) یک منطقهٔ مسکونی در افغانستان است که در ولایت غور واقع شده‌است. ساغر ۲٬۲۳۵ متر بالاتر از سطح دریا واقع شده‌است.